# Polskie Towarzystwo Ochrony Ptaków
Polskie Towarzystwo Ochrony Ptaków (dawniej Północnopodlaskie Towarzystwo Ochrony Ptaków, PTOP) – organizacja zajmująca się ochroną ptaków i ich siedlisk. Działa w Polsce północno-wschodniej, zostało powołane do życia w 1985 roku w Białowieży. 

## Ratowanie awifauny
PTOP został założony w 1985 roku w Białowieży pod nazwą Północnopodlaskie Towarzystwo Ochrony Ptaków. W roku 2006 zmieniono nazwę na Polskie Towarzystwo Ochrony Ptaków (nr KRS 0000082995), ponieważ działalność została rozszerzona na województwo wiarmińsko-mazurskie. PTOP ma status organizacji pożytku publicznego od 2006 r.
PTOP, na początku swej działalności zinwentaryzowało gniazda rzadkich ptaków drapieżnych na terenie woj. białostockiego (teraz podlaskie). Obecnie na terenach tych prowadzone są kontrole. Działalność PTOP dotyczy również ochrony środowiska. Do najważniejszych należy zaliczyć działania podjęte w celu ratowania Biebrzy i Narwi. Ujawniono i nagłośniono zagrożenie związane z osuszaniem terenów środkowej Biebrzy. Towarzystwo rozpoczęło tworzenie własnych rezerwatów przyrody. W roku 1990 powstał pierwszy taki rezerwat o powierzchni 8,5 ha.
Główna działalność PTOP związana jest z ochroną terenów podmokłych, będących siedliskiem wielu zagrożonych gatunków ptaków. Towarzystwo kupuje lub dzierżawi cenne przyrodniczo nieużytki, gdzie tworzone są „Ostoje ptaków PTOP”. Obecnie jest to teren ponad 1900 ha, głównie w Puszczy Białowieskiej, Knyszyńskiej, dolinach Biebrzy i Narwi.
Podjęto prace nad odtwarzaniem zdegradowanych przez człowieka terenów stanowiących jeszcze niedawno siedlisko rzadkich gatunków ptaków. Obecnie renaturalizacja prowadzona jest w Bagiennej Dolinie Narwi (przypuszczalnie największy projekt renaturalizacyjny w Europie, obejmujący tylko w jednym miejscu ok. 500 ha terenów), Bagnie Tykocin.
Towarzystwo zajmuje się monitorowaniem stanu i badaniem zmian w awifaunie Polski. Prowadzona jest działalność edukacyjna, mająca na celu szerzenie świadomości społeczeństwa na temat ochrony ptaków.
PTOP posiada kilka stacji terenowych m.in. w Giełczynie nad Biebrzą i w Kalitniku w Puszczy Knyszyńskiej.

### Ratowanie cietrzewia i głuszca
Od 1998 roku PTOP we współpracy z nadleśnictwami realizuje program, którego celem jest zachowanie cietrzewia i głuszca w ich naturalnych ostojach w północno-wschodniej Polsce.